# アルファパーチェス
株式会社アルファパーチェス（英: Alpha Purchase Co.,Ltd.)は、東京都港区に本社を置く、間接材の物販（MRO; Maintenance Repair and Operation）及び設備・施設管理（FM; Facility Management）事業を行う企業である。
アスクルの連結子会社。

## 概要
- アルファパーチェスグループは、株式会社アルファパーチェス、連結子会社であるATC株式会社、APリノベーションズ、および非連結子会社である愛富思(大連)科技有限公司の4社により構成されている[1]。
- MRO事業とFM事業の2つを主な事業として取り組んでおり、MRO事業は主に間接材の購買業務を改善したいというモノに関しての顧客のご要望に応える事業であり、一方FM事業は主に施設の管理や運用を効率化したいというサービスに関しての顧客のご要望に応える事業である[1]。
- 両事業により、モノとサービスを効率的に、適切かつ低コストで購入できる仕組みとサービスを提供し、顧客の最適購買を実現する[1]。

## 沿革
- 2000年11月 - 米国の投資ファンドであるリップルウッドが、日本国内で投資家を募り、旧アルファパーチェスを設立。本社を東京都千代田区内幸町に設置[1]。
- 2001年1月 - 大企業向けにMRO関連の商品とサービスを提供する商社として営業開始[1]。
- 2001年8月 - 本社を東京都中央区銀座に移転[1]。
- 2002年3月 - 大阪オフィス開設[1]。
- 2003年10月 - 本社を東京都港区北青山に移転[1]。
- 2006年9月 - 秋葉原オフィス開設[1]。
- 2008年12月 - FM事業として店舗設備の包括保守事業開始[1]。
- 2010年11月 - リーマンショックを経てリップルウッドが日本から撤退を決め、旧アルファパーチェスは新設分割により新会社として当社（現アルファパーチェス）を設立し、その株式を旧アルファパーチェスの株主に割り当て。リップルウッドと多くの投資家は割り当てられた新株式をアスクルに売却し、アスクルは78.8%を保有する親会社へ異動[3]。
- 2012年10月 - 中国進出を目指し、当社と同一業態の子会社「愛抜愜斯(上海)貿易有限公司」を上海に設立。連結決算を開始。現在のCFM事業につながるフランチャイズチェーン向けの建材の支給ビジネスを開始[1]。
- 2013年1月 - 佐川アドバンス株式会社より、施設管理事業を譲り受け、同時に事業運営に必要な許可として建設業許可を取得[1]。
- 2014年1月 - ITシステム開発および運用の部門を新設分割で切り出し、100%連結子会社の「ATC株式会社」として分社化[1]。
- 2016年５月 - 本社を東京都港区三田に移転[1]。
- 2019年７月 - 中国におけるITシステム開発、運用の拠点として大連に子会社「愛富思(大連)科技有限公司」を設立[1]。
- 2021年７月 - 福岡オフィス開設[1]。
- 2022年12月 - 東京証券取引所スタンダード市場に株式を上場[1]。
- 2023年1月 - 名古屋オフィス開設[1]。
- 2024年 6月 - 会社分割（新設分割）によりAPリノベーションズ株式会社を設立。建設事業を承継。

## 関連会社
- ATC株式会社
- APリノベーションズ株式会社